# Marc Guéhi
Addji Keaninkin Marc-Israel Guéhi (født 13. juli 2000) er en engelsk professionel fodboldspiller, som spiller for Premier League-klubben Crystal Palace og Englands landshold.

## Klubkarriere

### Chelsea
Guéhi kom igennem ungdomsakademiet hos Chelsea, og spillede den 25. september 2019 sin professionelle debutkamp med klubben i en EFL Cup-kamp imod Grimsby Town.

#### Leje til Swansea City
Guéhi blev i januar 2020 udlejet til Swansea City. Efter at han imponerede i sin første halvsæson på lån, så blev lejeaftalen forlænget til og med 2020-21 sæsonen i august 2020.

### Crystal Palace
Guéhi skiftede i juli 2021 til Crystal Palace på en fast aftale.

## Landsholdskarriere

### Ungdomslandshold
Guéhi har repræsenteret England på samtlige ungdomsniveauer. Han var del af Englands U/17-landshold, som vandt U/17 Verdensmesterkabet i 2017.

### Seniorlandshold
Gallagher debuterede for Englands landshold den 26. marts 2022.

## Privat
Guéhi er født i Abidjan, Elfenbenskysten og flyttede med sin familie til London da han var et år gammel.